# Liste der Naturdenkmale in Backnang
| Naturdenkmale | Anzahl |
| ------------- | ------ |
| FND           | 35     |
| END           | 12     |
| Gesamt        | 47     |

Die Liste der Naturdenkmale in Backnang nennt die verordneten Naturdenkmale (ND) der im baden-württembergischen Rems-Murr-Kreis liegenden Stadt Backnang. In Backnang gibt es insgesamt 47 als Naturdenkmal geschützte Objekte, davon 35 flächenhafte Naturdenkmale (FND) und 12 Einzelgebilde-Naturdenkmal (END).
Stand: 29. Oktober 2016.

## Flächenhafte Naturdenkmale (FND)
| Name                                                               | Bild | Kennung     | Einzelheiten                    | Position | Fläche Hektar | Datum         |
| ------------------------------------------------------------------ | ---- | ----------- | ------------------------------- | -------- | ------------- | ------------- |
| Alte Lehmgrube                                                     |      | 81190080027 | Backnang, Kirchberg an der Murr | ⊙        | 0,3           | 31. Dez. 1986 |
| Alter Hohlweg                                                      | BW   | 81190080007 | Backnang                        | ⊙        | 0,2           | 31. Dez. 1986 |
| Alter Hohlweg                                                      | BW   | 81190080046 | Backnang                        | ⊙        | 0,3           | 13. Nov. 1992 |
| Auenwald und Teich                                                 | BW   | 81190080047 | Backnang                        | ⊙        | 0,7           |               |
| Auwald, Feuchtwiese und Böschung                                   | BW   | 81190080048 | Backnang                        | ⊙        | 0,4           | 13. Nov. 1992 |
| Auwald und Teich am Krähenbach                                     | BW   | 81190080036 | Backnang, Aspach                | ⊙        | 4,8           | 13. Nov. 1992 |
| Bach mit Ufergehölz, Auenwald, Feuchtwiesen und Teich              | BW   | 81190080016 | Allmersbach im Tal, Backnang    | ⊙        | 0,9           | 31. Dez. 1986 |
| Bachbegleitender Auenwald und stattliche Weide                     | BW   | 81190080045 | Backnang                        | ⊙        | 0,5           | 13. Nov. 1992 |
| Doline in der Teufelsklinge                                        | BW   | 81190870020 | Backnang, Aspach                | ⊙        | 0,6           | 31. Dez. 1986 |
| Dolinen im Osten des Plattenwaldes                                 | BW   | 81190080005 | Backnang                        | ⊙        | 1,3           | 31. Dez. 1986 |
| Dolinenfeld in Mittelschöntal                                      | BW   | 81190080041 | Backnang                        | ⊙        | 0,4           | 17. Aug. 1981 |
| Ehemaliger Prallhang der Murr mit Kastanie                         | BW   | 81190080050 | Backnang                        | ⊙        | 0,3           | 13. Nov. 1992 |
| Ehemaliger Schilfsandsteinbruch                                    | BW   | 81190080018 | Backnang                        | ⊙        | 0,5           | 31. Dez. 1986 |
| Feuchtwiese                                                        | BW   | 81190080001 | Backnang                        | ⊙        | 0,1           | 31. Dez. 1986 |
| Feuerlöschteich beim Ungeheuerhof                                  | BW   | 81190080053 | Backnang                        | ⊙        | 0,0           | 13. Nov. 1992 |
| Flurgehölz an einer Wegböschung                                    | BW   | 81190080038 | Backnang                        | ⊙        | 0,1           | 17. Aug. 1981 |
| Gehölzbestand mit 2 alten Eichen                                   | BW   | 81190080020 | Backnang                        | ⊙        | 0,1           | 31. Dez. 1986 |
| Gehölze nördlich Heiningen                                         | BW   | 81190080043 | Backnang                        | ⊙        | 0,6           | 17. Aug. 1981 |
| Höhlengebiet des Katzenlochs                                       | BW   | 81190080040 | Backnang                        | ⊙        | 0,6           | 17. Aug. 1981 |
| Hohlweg mit Birnbaum                                               | BW   | 81190080025 | Backnang                        | ⊙        | 0,1           | 31. Dez. 1986 |
| Hohlweg mit Gehölz östlich der Spitzenäcker                        | BW   | 81190080006 | Backnang                        | ⊙        | 0,5           | 31. Dez. 1986 |
| Karstwanne, Dolinenfeld und Solitäreiche                           | BW   | 81190080042 | Backnang                        | ⊙        | 1,6           | 17. Aug. 1981 |
| Muschelkalk-Felswand mit Gehölz und Eiche                          | BW   | 81190080003 | Backnang                        | ⊙        | 0,1           | 31. Dez. 1986 |
| Prallhang an der Murr bei den Etzwiesen                            | BW   | 81190080032 | Backnang                        | ⊙        | 1,1           | 17. Aug. 1981 |
| Quellhang im Lauch                                                 | BW   | 81190080044 | Backnang                        | ⊙        | 0,2           | 13. Nov. 1992 |
| Quellmulde mit Weide                                               | BW   | 81190080011 | Backnang                        | ⊙        | 0,1           | 31. Dez. 1986 |
| Schlucht und Auenwald im Kreuzhau                                  | BW   | 81190080052 | Backnang                        | ⊙        | 2,1           | 13. Nov. 1992 |
| Steilhang der Murr bei der Fabrikstraße                            | BW   | 81190080034 | Backnang                        | ⊙        | 0,7           | 17. Aug. 1981 |
| Steilhang der Murr unterhalb des Stiftshofs bis zur Annonay-Brücke | BW   | 81190080022 | Backnang                        | ⊙        | 1,3           | 31. Dez. 1986 |
| Steilhang der Murr                                                 | BW   | 81190080021 | Backnang                        | ⊙        | 0,3           | 31. Dez. 1986 |
| Steilhang im Weissachtal                                           | BW   | 81190080010 | Backnang                        | ⊙        | 0,5           | 31. Dez. 1986 |
| Talstück der Weissach bei Sachsenweiler                            | BW   | 81190080009 | Backnang                        | ⊙        | 3,0           | 31. Dez. 1986 |
| Teich am Stiftsgrundhof                                            | BW   | 81190080019 | Backnang                        | ⊙        | 0,4           | 31. Dez. 1986 |
| Wäldchen im Ursprungsgebiet des Dresselbachs                       | BW   | 81190080008 | Auenwald, Backnang              | ⊙        | 0,1           | 31. Dez. 1986 |
| Zwei Feuchtwiesenreste mit Weidengebüsch                           | BW   | 81190080012 | Backnang                        | ⊙        | 0,1           | 31. Dez. 1986 |
| Legende für Naturdenkmal                                           |      |             |                                 |          |               |               |

## Einzelgebilde (END)
| Name                                      | Bild | Kennung     | Einzelheiten | Position | Fläche Hektar | Datum         |
| ----------------------------------------- | ---- | ----------- | ------------ | -------- | ------------- | ------------- |
| Blutbuche                                 | BW   | 81190080051 | Backnang     | ⊙        | 0,0           | 13. Nov. 1992 |
| Doppeleiche und Erle                      | BW   | 81190080014 | Backnang     | ⊙        | 0,0           | 31. Dez. 1986 |
| Eiche am Mühlweg                          | BW   | 81190080033 | Backnang     | ⊙        | 0,0           | 17. Aug. 1981 |
| Eichengruppe                              | BW   | 81190080026 | Backnang     | ⊙        | 0,0           | 31. Dez. 1986 |
| Fünf Linden am Lindenstieg                | BW   | 81190080049 | Backnang     | ⊙        | 0,0           | 13. Nov. 1992 |
| Linde beim alten Rathaus in Strümpfelbach |      | 81190080002 | Backnang     | ⊙        | 0,0           | 31. Dez. 1986 |
| Roßkastanie an der Schöntaler Straße      | BW   | 81190080031 | Backnang     | ⊙        | 0,0           | 17. Aug. 1981 |
| Rosskastanie                              | BW   | 81190080039 | Backnang     | ⊙        | 0,0           | 17. Aug. 1981 |
| Silberlinde                               | BW   | 81190080024 | Backnang     | ⊙        | 0,0           | 31. Dez. 1986 |
| Sogenannte Räuberhöhle in Maubach         | BW   | 81190080037 | Backnang     | ⊙        | 0,1           | 17. Aug. 1981 |
| Vier Eichen                               | BW   | 81190080028 | Backnang     | ⊙        | 0,0           | 23. Aug. 1979 |
| Zwei Birnbäume bei Horbach                | BW   | 81190080015 | Backnang     | ⊙        | 0,0           | 31. Dez. 1986 |
| Legende für Naturdenkmal                  |      |             |              |          |               |               |

## Ehemalige Naturdenkmale
| Name                     | Bild | Kennung | Einzelheiten | Position | Fläche Hektar | Datum         |
| ------------------------ | ---- | ------- | ------------ | -------- | ------------- | ------------- |
| 2 Ulmen                  |      |         | Backnang     | ???      | 0,0           | 23. Aug. 1979 |
| 3 Platteneichen          |      |         | Backnang     | ???      | 0,0           | 23. Aug. 1979 |
| Ulme                     |      |         | Backnang     | ???      | 0,0           | 23. Aug. 1979 |
| Linde                    |      |         | Backnang     | ???      | 0,0           | 23. Aug. 1979 |
| Legende für Naturdenkmal |      |         |              |          |               |               |